# Quintette pour vents et piano de Caplet
Pour les articles homonymes, voir Quintette pour piano et vents.
Le Quintette pour vents et piano est une œuvre musicale d'André Caplet composée en 1898-1899 et écrite pour un quintette instrumental réunissant une flûte, un hautbois, une clarinette, un basson et un piano,. 

## Présentation
Le Quintette fait partie des premières œuvres de Caplet. Il est composé durant ses années d'études au Conservatoire de Paris, en 1898 et 1899. Le premier mouvement est donné en première audition publique le 19 avril 1899 par des membres de la Société moderne d'instruments à vent, dont Georges Barrère à la flûte, et Caplet au piano.  
La création de l’œuvre dans son intégralité se déroule le 30 mars 1900,, année où la pièce reçoit le prix de la Société des compositeurs de musique.  
Après plusieurs exécutions, la partition disparaît, avant d’être redécouverte à la fin des années 1930 et publiée seulement à la fin des années 1990.  

## Structure
Le Quintette pour vents et piano, « œuvre pleine de charme et d'une architecture élaborée », comprend quatre mouvements :
1. Allegro
2. Adagio
3. Scherzo. Très vite
4. Final. Allegro con fuoco

La durée moyenne d'exécution de la pièce est de vingt sept minutes environ.

## Analyse

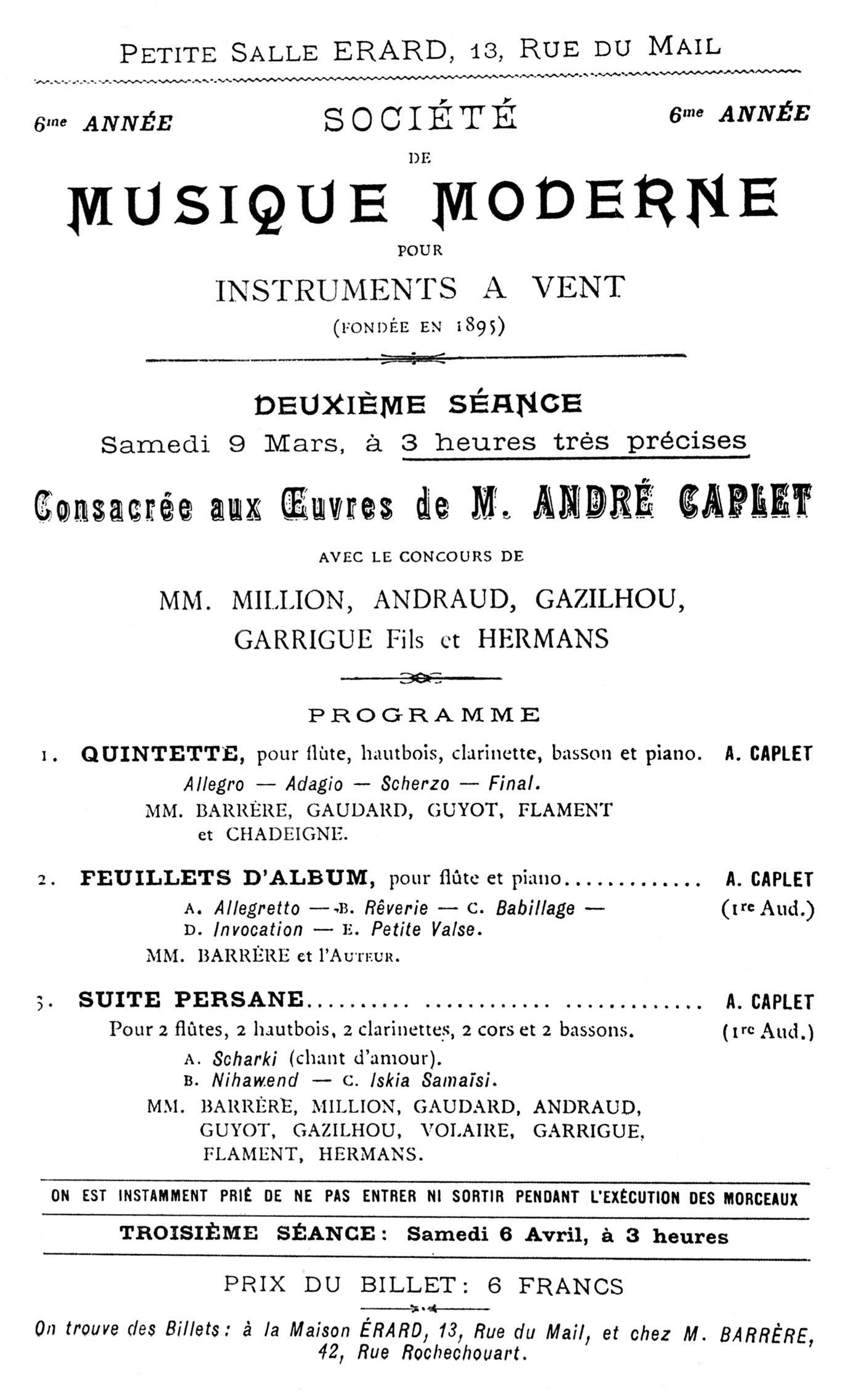
Programme du 9 mars 1901, où sont présentés le Quintette et la Suite persane.

Le premier mouvement est de forme sonate et de caractère enjoué, instaurant un dialogue permanent entre les vents et le piano. Il s'ouvre sur un thème brillant en ré majeur, tandis que le mouvement suivant, lent, est en fa dièse mineur, et intègre un solo mélancolique de clarinette, à jouer « avec un grand sentiment de tristesse » suivant l'indication du compositeur.  
Le troisième mouvement est un scherzo vif, aérien et très rythmé, en la mineur dorien. Enfin, le final, de forme rondo-sonate, est échevelé, et se conclut par une coda grandiose aux échos du thème initial. 
À l'occasion d'une exécution de l’œuvre en 1901, la revue musicale Le Ménestrel écrit : « L'audition du quintette pour flûte, hautbois, clarinette, basson et piano a attesté chez son auteur une distinction de sentiment et une souplesse de facture remarquables chez un jeune compositeur. »
Gustave Samazeuilh considère que, dans cette partition de jeunesse comme dans la Suite persane pour instruments à vent, André Caplet montre « une nature raffinée, déjà soucieuse de se libérer de l'observation étroite des disciplines de l'école, et de subordonner à un but poétique une sûreté technique déjà surprenante ».

## Discographie
- André Caplet et Albéric Magnard, Quintettes à vents et piano - Laurent Martin, piano ; Benoît Fromanger, flûte ; Trio OZI : Claude Villeveille, hautbois ; Lucien Aubert, clarinette ; Alexandre Ouzounoff, basson, Koch Schwann, 1994. (OCLC 42053661)
- Quintette (Caplet / Magnard), Aura Ensemble, Thorofon CTH 2375, 1998. (OCLC 237725590)
- The French Connection : Quintette de Caplet par l'Hexagon Ensemble, Et'Cetera, KTC 1259, 2003 (OCLC 65188776) — avec le Divertissement op. 6 de Roussel, la Rhapsodie op. 70 de Jongen et un arrangement (d'Arie Boers) des Épigraphes antiques de Debussy pour flûte, cor et piano.
- André Caplet, les œuvres pour vents, Ensemble Initium, Laurent Wagschal (piano), Timpani 1C1202, 2013. (OCLC 853795182)
- Winds & Piano, Les Vents français : Emmanuel Pahud (flûte), François Leleux (hautbois), Paul Meyer (clarinette), Gilbert Audin (basson), Éric Le Sage (piano) Warner Classics, 2014. (OCLC 937645609)

### Ouvrages généraux
- Alain Poirier, « André Caplet », dans François-René Tranchefort (dir.), Guide de la musique de chambre, Paris, Fayard, coll. « Les Indispensables de la musique », 1989 (ISBN 2-213-02403-0), p. 205.
- Michel Dimitri Calvocoressi, « Caplet, André », dans Walter Willson Cobbett et Colin Mason, Dictionnaire encyclopédique de la musique de chambre, vol. I : A–J, Paris, Éditions Robert Laffont, coll. « Bouquins », 1999 (ISBN 2-221-07847-0), p. 258.
- Gustave Samazeuilh, Musiciens de mon temps : Chroniques et souvenirs, Paris, Marcel Daubin, 1947 (1re éd. 1925), 430 p., in-16 (BNF 43254580), p. 234-238,

### Monographies
- Denis Herlin et Cécile Quesney, André Caplet : compositeur et chef d'orchestre, Paris, Société française de musicologie, 2020, 540 p. (ISBN 978-2-853-57269-9).

### Articles
- Yvonne Gouverné et Dom Angelico Surchamp (dir.), André Caplet, Zodiaque (no 107), janvier 1976, 44 p.